# Cantone di Valençay
Il Cantone di Valençay è una divisione amministrativa dell'arrondissement di Châteauroux e dell'arrondissement di Issoudun.
A seguito della riforma approvata con decreto del 18 febbraio 2014, che ha avuto attuazione dopo le elezioni dipartimentali del 2015, è passato da 10 a 31 comuni.

## Composizione
I 10 comuni facenti parte prima della riforma del 2014 erano:
- Faverolles
- Fontguenand
- Langé
- Luçay-le-Mâle
- Lye
- Valençay
- La Vernelle
- Veuil
- Vicq-sur-Nahon
- Villentrois

Dal 2015 i comuni appartenenti al cantone sono i seguenti 31:
- Anjouin
- Bagneux
- Chabris
- Dun-le-Poëlier
- Écueillé
- Faverolles
- Fontguenand
- Frédille
- Gehée
- Heugnes
- Jeu-Maloches
- Langé
- Luçay-le-Mâle
- Lye
- Menetou-sur-Nahon
- Orville
- Parpeçay
- Pellevoisin
- Poulaines
- Préaux
- Saint-Christophe-en-Bazelle
- Sainte-Cécile
- Selles-sur-Nahon
- Sembleçay
- Valençay
- Varennes-sur-Fouzon
- La Vernelle
- Veuil
- Vicq-sur-Nahon
- Villegouin
- Villentrois